# Вяземские
Вя́земские — русский княжеский род, Рюриковичи.
Род князей Вяземских внесён в Бархатную книгу.
В Гербовник внесены две фамилии этого рода:
1. Князья Вяземские, потомки Рюрика с 862 г. (Герб. I. 9.);
2. Вяземские (не князья) предки которых написаны дворянами (1598) (Герб IX. 25)[3].

При подаче документов (01 февраля 1686), для внесения рода в Бархатную книгу, были предоставлены: родословная роспись, выписки из летописца о взятии русскими войсками (1492) Вязьмы и о пожаловании Иваном III князей Вяземских их же вотчиною, взятие сведений о происхождении князей Вяземских у однородцев - князей Дашковых и Кропоткиных, роспись служб рода за вторую половину XVI века. Указ о внесении рода в Бархатную книгу, в главу Смоленских князей, подписан (10 июня 1687).

## Происхождение и история рода
Происходит от князя Ростислава Мстиславича Смоленского, внука Владимира Мономаха. Правнук Ростислава, князь Андрей Владимирович, прозванный «Долгая Рука» получил в удел Вязьму, стал родоначальником князей Вяземских (по одной версии убит в 1223 г. в битве на Калке, по другой версии умер после 1300 года).
Когда князь Александр Глебович Смоленский осадил (1300) Дорогобуж, то на помощь сему городу явился князь Андрей «Афанасьевич» Вяземский, с войском своим и принудил снять осаду города.
Потомок Андрея Владимировича «Долгая рука», князь Семен Иванович и жена его Иулиана трагически погибли от руки князя Юрия Смоленского (1403). Князья Вяземские сохранили свой удел (до 1494), а затем стали подданными Москвы.
Князь Александр Иванович участник похода на Астрахань во главе вятчан (1554), 2-й воевода в Торопце (1562). Князь Афанасий Иванович один из приближённых царя Ивана IV Грозного, погиб от пыток (1570). Князь Юрий-Василий Иванович окольничий Ивана Грозного. Князь Алексей Иванович испомещён в Московском уезде (1550). Князь Семён Юрьевич воевода в Кузмодемьянске (1599—1601), в Смутное время служил Лжедмитрию II, возглавил поход «тушинцев» на Нижний Новгород, потерпел поражение (1609), схвачен и повешен.
В XVI столетии князья Вяземские владели поместьями: Переславль-Залесском, Московском, Романовском, Белозерском, Суздальском и Каширском уездах. В XVII столетии князья Вяземские владели поместьями и вотчинами: Серпейском, Серпуховском, Московском, Ряжском, Данковском, Каширском, Белёвском и Костромском уездах.
Тридцать два представителя рода владели населёнными имениями (1699).
У Андрея (родоначальника Вяземских) были три сына, Василий, Федор и Иван Жилка. От Василия и Фёдора пошли две ветви рода Вяземских. К первой ветви принадлежат Иван Андреевич, действительный тайный советник и сенатор; его сын, Андрей Иванович, исполнявшем при Екатерине II должность генерал-губернатора нижегородского и пензенского, а при Павле I ставший действительным тайным советником и сенатором; внук, Пётр Андреевич, известный писатель и внучка, Екатерина Андреевна Колыванова, жена Н. М. Карамзина; Александр Алексеевич — генерал-прокурор. Эта ветвь внесена в V часть родословных книг Костромской и Ярославской губерний.
От внуков родоначальника второй ветви, князей Юрия и Романа Константиновичей, произошли две отрасли рода Вяземских. Из первой отрасли (она внесена в V часть родословной книги Ярославской губернии) происходил князь Афанасий Иванович, бывший оружничим. В XVII веке члены этой отрасли были дворянами московскими, стольниками и стряпчими. Из второй отрасли младшей ветви, наиболее многочисленной в роде Вяземских (внесена в V часть родословных книг Владимирской, Калужской, Московской и Тамбовской губерний), многие были воеводами в XVI и XVII веках. Их потомки Сергей Иванович и Николай Григорьевич были сенаторами; сын последнего, Григорий (1823—1882) — автор оперы «Княгиня Острожская».
Леонид Дмитриевич (родился в 1848 году) был астраханским губернатором, а с 1892 года управлял департаментом уделов. Женился на последней графине Левашёвой, в связи с чем его потомкам дозволено носить двойную фамилию «Вяземский-Левашёв». Из их числа происходит французская актриса Анна Вяземски.
К третьему сыну Ивану Жилке возводят род князей Жилинских.

## Геральдика
Высочайше утвержденным гербом князей Вяземских является герб: в серебряном поле пушка на золотом лафете, на пушке райская птица. Щит покрыт княжескими мантией и шапкой (ОГ. 1. 9). Герб этот представляет собой герб княжества смоленского и указывает на происхождение князей Вяземских от князей смоленских.
Герб князей Вяземских принадлежит к группе ранних русских гербов. Он известен с конца XVII века. Смоленская эмблема была изображена на печати стольника князя Федора Яковлевича Вяземского (1693).
На печати князя Александра Алексеевича Вяземского имелся девиз на латыни: «В Боге моя надежда».

## Дворяне Вяземские
Дворяне Казарин, Козма (Кузьма) и Иван Петровичи Вяземские написаны по Смоленску в десятнях во дворянах с поместным окладом (1598). Из них Казарин Петрович возвратился из польского плена вместе с тремя дочерьми Фёдора Петровича Вяземского (1613), стрелецкий сотник и имел поместье в Галичском уезде (1622). Иван и Кузьма Казариновичи служили по дворовому списку и владели поместьями в Галичском и Вологодском уездах, потомство Кузьмы внесено в родословную книгу Московской губернии. Подьячий Евдоким Вяземский ездил при посольстве в Англию (1687). Иевъ, Никифор и Пётр Кондратьевичи Вяземские жалованы поместьями (1696), из них находились при царевиче и великом князе Алексее Петровиче, Иевъ - секретарём, а Никифор - учителем, пострадал (1718). Марфа Вяземская кормилица царевны Софьи Алексеевны (1698).
Род внесен в VI часть родословной книги, в число древнего дворянства.
По старинному преданию дворяне Вяземские, принявшие начало во второй половине XVI века, есть побочная ветвь древнего княжеского рода Вяземских 

#### Известные представители
- Вяземский Семён — рейтар, был в крымском плену (1684).
- Вяземский Пётр Кондратьевич — дьяк Поместного приказа, воевода в Белгороде (1694)[7].

## Известные представители
- Князь Вяземский Дмитрий Семёнович Лисица — воевода.
- Князь Вяземский Василий Иванович «Волк» — воевода. Брат кн. Льва Ивановича Вяземского и кн. Афанасия Ивановича Вяземского. Родословная братьев Ивановичей: Андрей Владимирович «Долгая рука» — Василий Андреевич — Афанасий Васильевич — Андрей Афанасьевич — Иван Андреевич.[15]
- Князь Вяземский Лев Иванович — рында с государевым доспехом (1551), голова в Сторожевом полку (1560), рында с государевым доспехом в Новгородском походе (1568). Брат кн. Василия Ивановича Вяземского и кн. Афанасия Ивановича Вяземского.
- Князь Вяземский Афанасий Иванович — опричный воевода. Брат кн. Василия Ивановича Вяземского и кн. Льва Ивановича Вяземского.
- Князь Вяземский Андрей Фёдорович — воевода в Казанском походе (1544).
- Князь Вяземский Александр Иванович Глухой — воевода.
- Князь Вяземский Михаил Иванович — осадный воевода в Иван-городе (1580).
- Князь Вяземский Иван Михайлович — воевода в Верхотурье (1600).
- Князь Вяземский Иван Фёдорович «Большой» — участник Казанского похода (1544), воевода в походе в Рязань (1545). Дед кн. Семена Юрьевича Вяземского.
- Князь Вяземский Семён Юрьевич —  в 1588 году был выборным дворянином по Костроме с поместным  окладом 500 четвертей,   в 1601 году  находился в Козьмодемьянске «на правеже», в 1605 - воевода в Ряжске, назначенный самозванцем Лжедмитрием I, воевода в Перми (1606-1607).  В январе 1609 года отряд тушинцев из русских изменников и поляков под командованием князя С.Ю., взяв Гороховец, сделал попытку захватить Нижний Новгород – важнейший центр российских патриотических сил.  Взят в плен и казнён без царского позволения 7 января 1609 года в Нижнем Новгороде. [16] [17] Родословная кн. Семена Юрьевича: Андрей Владимирович «Долгая рука» — Федор Андреевич — Константин Федорович — Роман Константинович — Федор Романович — Иван «Большой» Федорович — Василий Иванович — Юрий Васильевич.[18][15]

### Ветвь Никиты Семеновича
- Князь Вяземский Никита Семёнович(????-1637[18]) — воевода в Старице (1625-1626)[19], Епифани (1627). Сын казненного нижегородцами князя С.Ю. Вяземского. Первый владимирский помещик из рода Вяземских, владелец села Старая Чистуха. [16] [17] Имел трех сыновей: Ивана, Василия, Матвея.[19]
- Князь Вяземский Матвей Никитич — Сын владимирского помещика князя Никиты Семёновича Вяземского. Убит под Черниговом (1660).
- Князь Вяземский Василий Никитич — младший сын кн. Никиты Семеновича Вяземского, продолжатель рода владимирских помещиков Вяземских. Имел двух сыновей: Петра и Ивана и двух дочерей: Евдокию и Анну.[16]
- Князь Вяземский Иван Васильевич — сын кн. Василия Никитича Вяземского. Служил во время Северной войны со шведами и заключения Ништадтского мира. Майор (1721), в отставку вышел подполковником. Известен его сын Александр Иванович, армии полковник по артиллерии(08.05.1763).[16] [18]
- Князь Вяземский Дмитрий Георгиевич — внук кн. Александра Ивановича Вяземского, владимирского помещика. Служил в кавалерии, к 1848 вышел в отставку в чине лейб-гвардии штабс-ротмистра. Усманский уездный предводитель дворянства. В 1848 основал Горбунихинский (Горбуновский) стеклозавод в пустоши Горбуниха на реке Яда в 15 верстах от Судогды у села Картмазово.[16]
- Вяземский, Леонид Дмитриевич (1848—1909) — генерал от кавалерии, астраханский губернатор. Сын владимирского помещика кн. Дмитрия Георгиевича Вяземского .[16]
- Вяземский, Борис Леонидович (1883—1917) — историк и фенолог.
- Вяземский, Владимир Леонидович (1889—1960) — дед актрисы Анны Вяземски.

### Ветвь Ивана Семеновича
- Князь Вяземский Иван Семёнович — воевода в Можайске (1636-1637). Сын кн. Семена Юрьевича Вяземского, казненного в Нижнем Новгороде в 1609 году. [18]

### Ветвь Иосифа(Осипа) Семеновича
- Князь Вяземский Иосиф(Осип) Семёнович — воевода в Шуе (1646-1647). Сын кн. Семена Юрьевича Вяземского, казненного в Нижнем Новгороде в 1609 году. [18]

### Ветвь Петра Семеновича
- Князь Вяземский Петр Семёнович (Силыч) — воевода в Луху (1646-1647) и в Епифани (1648-1649). Сын кн. Семена Юрьевича Вяземского, казненного в Нижнем Новгороде в 1609 году. [18] Имел сыновей Григория, Семена, Никиту.
- Князь Вяземский Семён Петрович — воевода в Томске (1687). Сын кн. Петра Семёновича Вяземского. [18]

### Ветвь Федора Яковлевича
- Князь Вяземский Фёдор Яковлевич — стольник, воевода в Чебоксарах (1694)[20][21]. Родословная кн. Фёдора Яковлевича Вяземского: Андрей Владимирович «Долгая рука» — Василий Андреевич — Афанасий Васильевич — Андрей Афанасьевич — Семен Андреевич — Роман Семенович — Сила-Василий Романович — Иван "Большой" Силич — Яков "Большой" Иванович.[22][15]
- Вяземский, Иван Андреевич (1722 — после 1798) — действительный тайный советник (с 22.9.1767) и сенатор; кавалер ордена Св. Александра Невского (1782). Внук чебоксарского воеводы Федора Яковлевича Вяземского.[22][15] Дед П.А. Вяземского и прадед П.П. Вяземского.
- Вяземский, Пётр Андреевич (1792—1878) — поэт, литературный критик, друг Пушкина. Внук И.А. Вяземского.
- Вяземский, Павел Петрович (1820—1888) — литератор и собиратель рукописей. Сын П.А. Вяземского.

### Ветвь Ивана Прохоровича и "ратминских" Вяземских
- Вяземский, Сергей Иванович (1743—1813) — чиновник из рода Вяземских, действительный тайный советник. Родословная кн. С.И. Вяземского:  Андрей Владимирович «Долгая рука» — Федор Андреевич — Константин Федорович — Роман Константинович — Федор Романович — Иван «Большой» Федорович — Василий Иванович — Иван Васильевич — Петр Иванович — Василий Петрович — Алексей Васильевич — Прохор Алексеевич — Иван Прохорович.[15][22]
- Вяземский, Михаил Сергеевич (1770—1848) — генерал-майор. Сын кн. Сергея Ивановича Вяземского.
- Вяземский, Сергей Сергеевич (1775—1847) — генерал-майор, сын кн. Сергея Ивановича Вяземского, брат М. С. Вяземского. Получил Ратмино[23] с приданным при женитьбе на княжне Елизавете Ростиславовне Татищевой (11.08.1788—10.03.1860).
- Вяземский, Константин Александрович (1853—1909) — путешественник. Внук С.С. Вяземского.

- Вяземский, Андрей Николаевич (1802—1856) — генерал-майор, подольский губернатор. Правнук кн. Ивана Прохоровича Вяземского. Брат кн. Александра Николаевича Вяземского.[22][15]
- Вяземский, Александр Николаевич (1804—1865) — декабрист, участник восстания на Сенатской площади 14 декабря 1825 года.

### Другие ветви Вяземских
- Князь Вяземский Борис Григорьевич — воевода в Суздале (1634). Брат кн. Василия Григорьевича Вяземского. Родословная братьев Григорьевичей: Андрей Владимирович «Долгая рука» — Федор Андреевич — Константин Федорович — Иван Константинович  — Иван Иванович — Иван Иванович — Григорий Иванович.[15]
- Князь Вяземский Василий Григорьевич — воевода в Болхове (1623).
- Князь Вяземский Богдан Иванович[15] — воевода в Верхососенском (1653)[24]  . Брат кн. Григория Ивановича Вяземского. Дядя кн. Б.Г. Вяземского и кн. В.Г. Вяземского.[15][22]
- Князь Вяземский Фёдор Михайлович — воевода в Кашине (1677-1678). Внук кн. Василия Григорьевича Вяземского.
- Князь Вяземский  Яков Иванович — стольник в Сольвычегорске (1682-1684), Енисейске (1688).
- Вяземский, Александр Алексеевич (1727—1793) — генерал-прокурор при Екатерине II.
- Вяземский, Сергей Александрович (1847 или 1848 — 23 февраля 1923) — российский государственный деятель, Томский губернатор.
- Князь Вяземский Николай Григорьевич (1769-1846) — действительный тайный советник, сенатор, писатель. Младший брат Вяземской Евдокии Григорьевны, юродивой Евфросинии.
- Князь Вяземский Григорий Николаевич (1823—1882), полковник, композитор, автор оперы «Княгиня Островская». Сын кн. Николая Григориевича Вяземского.
- Вяземский Даниил XVI век — Преподобный Давид Серпуховской, основатель монастыря Давидова пустынь в Чеховском районе Подмосковья
- Вяземский, Сергей Сергеевич (1869—1915) — контр-адмирал. Командир эскадренного броненосца «Слава». Убит во время артиллерийской дуэли эскадренного броненосца с немецкими береговыми батареями. Не принадлежал к княжескому роду Вяземских[25].

- Вяземская, Анна Ивановна (1947—2017) — французская актриса и писательница, жена Годара, внучка Мориака.
- Вяземская, Варвара Сергеевна (1815—1907) — русская благотворительница, хозяйка подмосковной усадьбы Воробьёво, кавалерственная дама ордена Святой Екатерины
- Вяземская, Евдокия Григорьевна (ок. 1758—1855) — фрейлина императрицы Екатерины II, оставившая двор и ставшая юродивой Евфросинией; канонизирована. Старшая сестра кн. Николая Григориевича Вяземского.
- Вяземская, Лидия Леонидовна (1886—1948) — мемуаристка, сотрудница Красного Креста и благотворительница.